# Kurtovo Ḱule
Kurtovo Ḱule (makedonska: Куртово Ќуле) är ett berg i Nordmakedonien.   Det ligger i kommunen Mavrovo i Rostuša, i den västra delen av landet, 80 kilometer väster om huvudstaden Skopje. Toppen på Kurtovo Ḱule är 2 082 meter över havet.